# Jamides magana
Jamides magana är en fjärilsart som beskrevs av Corbet 1940. Jamides magana ingår i släktet Jamides och familjen juvelvingar. Inga underarter finns listade i Catalogue of Life.